# Ziegelgraben (Main)
 (mai 2022).
Le Ziegelgraben est un ruisseau long d'un kilomètre et demi, affluent du Main, traversant le territoire de Veitshöchheim, commune périphérique de Wurtzbourg, dans le Land de Bavière.

## Géographie
Le Ziegelgraben a sa source dans le plateau de Wern-Lauer dans la zone naturelle de la forêt de Gramschatz, au sud de Veitshöchheim, sur le site d'un terrain d'entraînement de l'armée américaine au nord de l'aérodrome de Wurtzbourg-Schenkenturm et directement au sud de la limite entre Veitshöchheim et Unterdürrbach, quartier de Wurtzbourg.
Il longe d'abord la limite à travers des zones forestières au sud du Geisbergbad, puis traverse la frontière jusqu'à Veitshöchheim et disparaît immédiatement après sous terre à la Staufenbergstrasse. Il ne réapparaît en surface qu'à l'ouest du viaduc de Veitshöchheim où passe la LGV Hanovre - Wurtzbourg et se jette finalement dans la zone naturelle de la vallée du Main près de Veitshöchheim, à la limite sud de la commune.